# Helianthus tuberosus

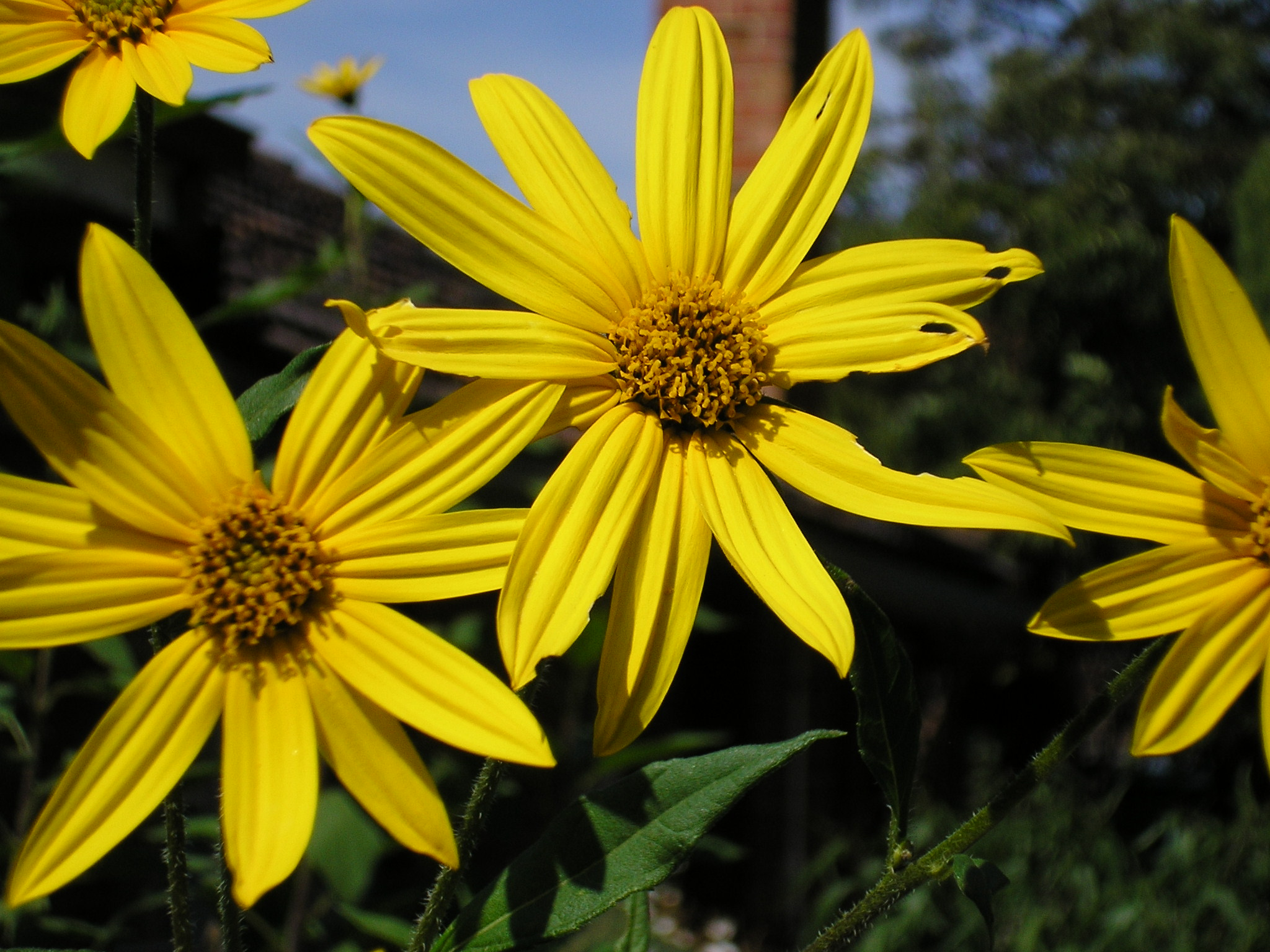
Capítulos en floración

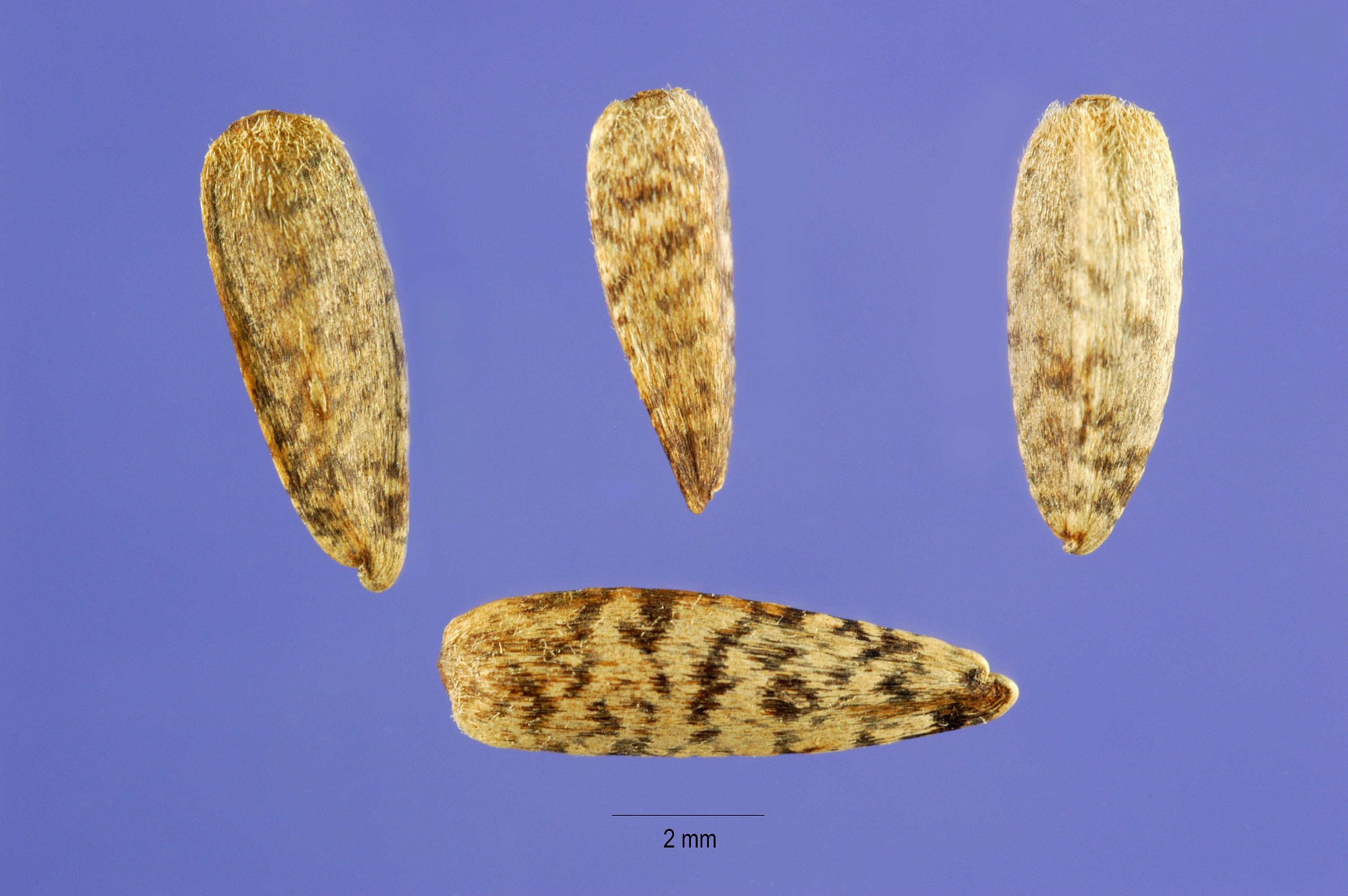
Aquenios sueltos desprovistos de su vilano

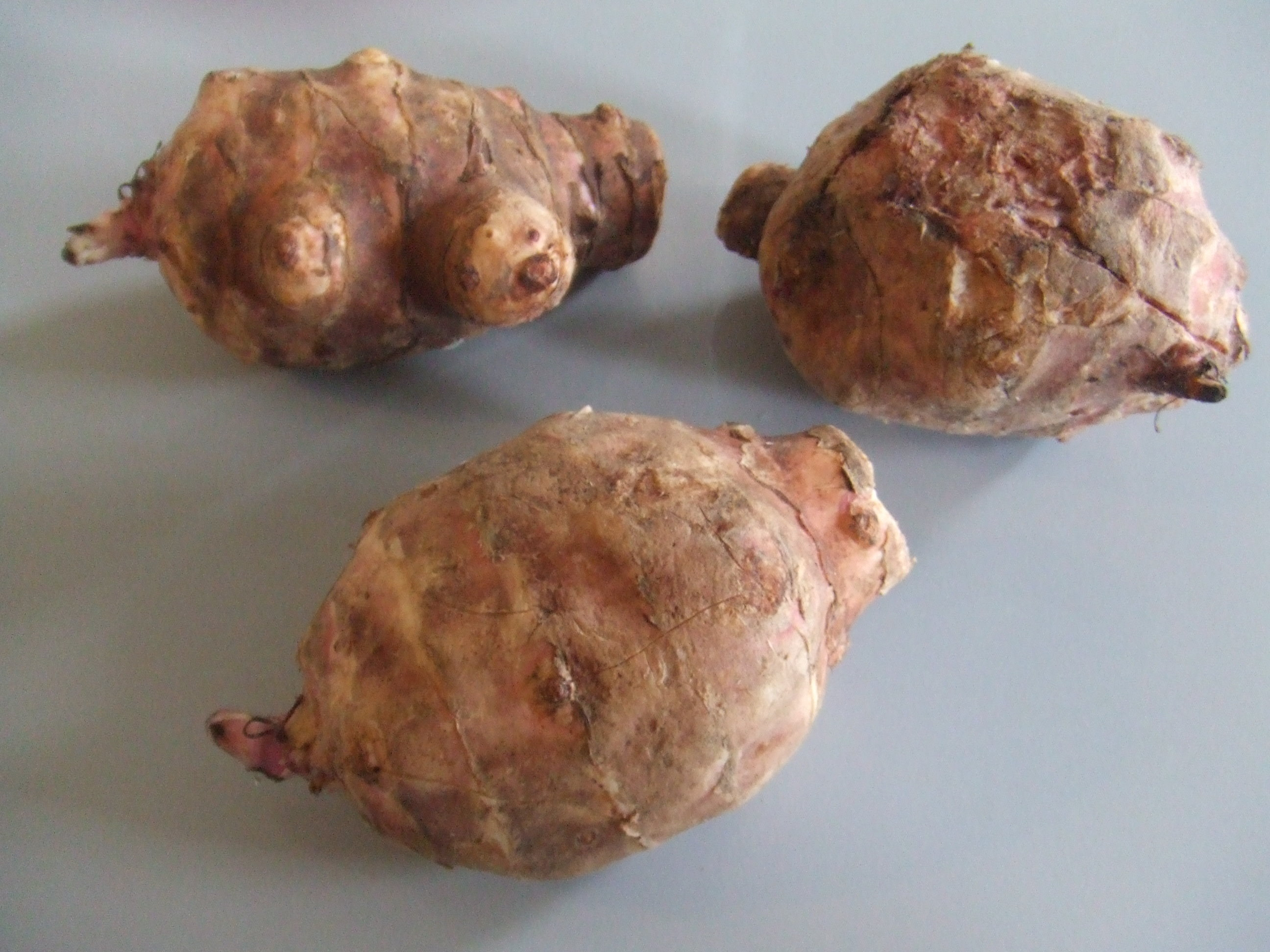
Tubérculos de tupinambo.

Helianthus tuberosus, conocido popularmente como tupinambo, tupinambó, topinambur, pataca, "papa" alcachofa, alcachofa de Jerusalén o Girasol de Canadá, es una especie de la familia Asteraceae nativa de Norteamérica. También se cultiva extensamente por todas las zonas templadas por su tubérculo comestible que se consume como raíz alimenticia.

## Descripción
Planta perenne que mide de 0,5 a 2 m de altura, sus tallos son erectos, hispidos/hirsutos. Las hojas, pecioladas, son opuestas en la parte inferior del tallo, haciéndose alternas en la parte superior. Todas son hirsutas/tomentosas en la cara inferior; son anchas y ovoide-agudas con bordes dentados; las inferiores pueden medir 30 cm de largo, las superiores son más pequeñas y estrechas. Las brácteas involucrales, en número de veinte a treinta y cinco, son a menudo de color verde oscuro; son de forma lanceolada y tienen los bordes ciliados y  la caja exterior hispido-puberulente y glanfífera. Receptáculo con escames tri-cuspidas, con el ápice peludo.
La inflorescencia es una cabeza floral amarilla de 5 a 10 cm de diámetro con diez a veinte lígulas de 2,5 a 4 cm de longitud, de color amarillo intenso. Los flósculos alcanzan una treintena y tienen el mismo color. Los frutos son aquenios muy parecidos a los del girasol: o sea con un vilano de dos aristas principales de 9 a 12 mm y una o dos más pequeñas de forma deltoide.
Sus tubérculos son alargados e irregulares, por lo general de unos 7,5 a 10 cm de largo y 3-5 cm de grueso. Los colores oscilan entre marrón pálido a blanco, rojo o púrpura; se asemejan vagamente a la raíz del jengibre y poseen un sabor muy similar a la alcachofa.

## Origen del nombre
El nombre tupinambo, según  un relato, data de 1615, cuando un miembro de la tribu costera brasileña llamada Tupinambá visitó el Vaticano al mismo tiempo que allí se exhibía una muestra del tubérculo de Canadá, presentado como una fuente de alimento fundamental que ayudó a los colonos canadienses franceses a sobrevivir el invierno. La conexión con el Nuevo Mundo dio como resultado que se aplicara el nombre tupinambo al tubérculo, palabra que ahora se usa en español y también en francés, alemán, italiano, polaco, rumano y ruso.

## Historia
Esta especie fue cultivada por los amerindios mucho antes de la llegada de los europeos, aunque se desconoce el área de distribución nativa exacta de la especie.
El análisis del genoma ha descartado el girasol común (Helianthus annuus) (también originario de América) como ancestro y, en cambio, apunta a una hibridación entre el girasol peludo (Helianthus hirsutus) y el girasol de dientes de sierra (Helianthus grosseserratus).
El explorador francés Samuel de Champlain encontró cultivos en Cape Cod en 1605. Champlain descubrió que los nativos de Nauset Harbor en Massachusetts habían cultivado raíces que sabían a alcachofa. Al año siguiente, Champlain regresó a la misma zona para descubrir que las raíces tenían un sabor similar al de las acelgas (Beta vulgaris var. cicla). y fue el responsable de traer la planta en su regreso  a Francia. Algún tiempo después, Petrus Hondius, un botánico holandés, plantó un tubérculo arrugado de tupinambo en su jardín de Terneuzen y se sorprendió al ver que la planta proliferaba. Los tupinambos se adaptan tan bien al clima y al suelo europeos que la planta se multiplica rápidamente. A mediados del siglo XVII, el tupinambo se había convertido en una verdura muy común para el consumo humano en Europa y América y también se utilizaba como alimento para el ganado en Europa y la América colonial. A los franceses les gustaba especialmente esta verdura, que alcanzó su máxima popularidad a principios del siglo XIX. El tupinambo fue nombrada "mejor verdura para sopa" en el Festival de Niza por el Patrimonio de la Cocina Francesa en 2002.
El explorador francés y primer historiador de Acadia, Marc Lescarbot, describió los tupinambos como "tan grandes como los nabos o las trufas", aptas para comer y con un sabor "como acelgas, pero más agradables". En 1629, el herbolario y botánico inglés John Parkinson escribió que el tupinambo, ampliamente cultivada, se había vuelto muy común y barato en Londres, hasta tal punto que "hasta los más vulgares comienzan a despreciarla". Por el contrario, cuando llegaron por primera vez a Inglaterra, los tubérculos habían sido considerados "delicias por la Reina".
Lewis y Clark comieron los tubérculos, preparados por una mujer indígena, en la actual Dakota del Norte.
También se le ha llamado la "trufa canadiense".

## Taxonomía
La familia a la que pertenece H. tuberosus (Asteraceae o Compositae, nomen conservandum) es la más numerosa del mundo vegetal: incluye más de veintitrés especies distribuidas en 1.535 géneros  (22.750 especies y 1.530 géneros según otras fuentes)) El género al que pertenece (Helianthus) está formado por entre cincuenta y setenta especies según los distintos autores.
Las distintas especies se distinguen sobre todo en función de su ciclo biológico: anual o plurianual. H. tuberosus pertenece obviamente al segundo grupo.
El número de cromosomas de H. tuberosus es: 2n = 102.

## Usos y cultivo

### Usos
A diferencia de la mayoría de los tubérculos, pero en común con otros miembros de la familia Asteraceae (incluida la alcachofa), los tubérculos almacenan inulina en lugar de almidón (presente también en otros tubérculos comestibles). La inulina es un carbohidrato que la cocción transforma en fructosa. Por esta razón sus tubérculos son una fuente importante de fructosa para la industria azucarera y en la elaboración  de alcohol y  tiene aplicaciones también en bioenergética.
También se destina al consumo humano y animal; debido a su riqueza en hidratos de carbono (inulina, principalmente), los rumiantes aprovechan los tallos verdes  y las hojas, aunque pueden provocarles meteorismo.
En España, debido a su potencial colonizador y constituir una amenaza grave para las especies autóctonas, los hábitats o los ecosistemas, esta especie ha sido incluida en el Catálogo Español de Especies Exóticas Invasoras, regulado por el Real Decreto 630/2013, de 2 de agosto, estando prohibida en España su introducción en el medio natural, posesión, transporte, tráfico y comercio.

#### Preparación culinaria
Los tubérculos de tupinambo se consumen en invierno, son muy nutritivos y su cocción es similar a la de las patatas. También se pueden comer crudos con sal y pimienta. En Italia, en la cocina piamontesa, son típicos con bagna càuda, con fondue o incluso salteados, mientras que en la cocina siciliana se utilizan esporádicamente en el relleno de focaccia.

#### Bebidas alcohólicas
En la región alemana de Baden-Württemberg más del 90% de la producción de tupinambo se utiliza para obtener un licor llamado "Topi" o "Rossler". Los tubérculos se lavan y se secan en el horno y luego se fermentan. Finalmente se destila el líquido alcohólico. El "Topi" es considerado un digestivo, utilizado también contra la diarrea o el dolor abdominal. Tiene un agradable aroma afrutado entre el sabor de la alcachofa y la avellana, con una agradable nota terrosa.

### Beneficios y propiedades medicinales
El tupinambo está compuesto por un 15% de proteínas, 9% de azúcares o hidratos de carbono, 4% de fibras y, escasamente, un 1% de grasas. El tubérculo de esta planta es 80% agua, por ello se recomienda [cita requerida] en dietas destinadas a personas con reumatismo, diabetes y retención de líquidos.
En la medicina popular se creía que actuaba como un poderoso afrodisíaco y que tenía propiedades espermatogénicas.[cita requerida]

### Valor Nutricional
- Proteínas=2 g
- Grasa=0,01 g
- Carbohidratos=17,44 g
- Fibra=1,6 g
- Azúcares=9,6 g
- Hierro=3,4 mg
- Calcio=14 mg
- Magnesio=17  mg
- Fósforo=78 mg
- Potasio=429  mg
- Vitamina C=4 mg
- Tiamina=0,2  mg
- Riboflavina=0,06  mg
- Niacina=1,3 mg
- Ácido pantoténico=0,397 mg
- Vitamina B6=0,077 mg
- Folatos=13 μg

Ración diaria recomendada usda=1

### Cultivo
Su cultivo es sencillo y las plantas pueden crecer solas, pero se recomienda replantar los tubérculos en suelo fértil.

Es una planta de gran rusticidad, que puede desarrollarse en condiciones desfavorables de suelo y clima, aunque a costa de muy bajos rendimientos. Prefiere los climas templados, pero los tallos y los tubérculos resisten bajas temperaturas (hasta -15 °C). Para conseguir una elevada productividad la época de lluvias tiene que coincidir con el momento de la floración, en otro caso hay que aplicar riego. Los terrenos que mejor se adaptan a su cultivo son los sueltos y permeables, ya que el principal factor limitante consiste en el encharcamiento. Otro factor que condiciona el cultivo es la disponibilidad de nutrientes, aspecto en el que plantea unas exigencias bastante elevadas.
Plantación
La preparación del terreno se realiza por  medio de una labor de alzado con arado de vertedera, a la que sigue un pase de cultivador. Al multiplicarse por tubérculos se puede plantar utilizando las plantadoras de patata. Como propágulo se emplean fragmentos de tubérculo de unos 30 g de peso. Se utiliza una densidad de aproximadamente 30.000 plantas/ha, en surcos separados 80 cm, con distancias entre plantas de 40 cm y para esa operación se requieren entre 1 y 1,5 t/ha de tubérculos.
Fertilización
Debido a que la pataca necesita una elevada disponibilidad en nutrientes para conseguir buenos rendimientos, suele abonarse de fondo con un abono compuesto del tipo  9:18:27, a razón de 500 kg /ha.
Malezas
El control de las malezas se lleva a cabo por medio de 1 o 2 binas. La primera se puede realizar al principio del cultivo  y la otra cuando ya hayan nacido las plantas, aplicando un herbicida.
Recolección
La colecta se lleva a cabo en dos fases. En la primera, una picadora de forraje  recolecta los tallos, que pueden utilizarse como combustible. Después, se procede a extraer los tubérculos con una cosechadora similar a la que se emplea con las patatas, pero ajustada a conveniencia.
Plagas y enfermedades
Esta especie es muy resistente, sin embargo, puede verse afectada por los hongos Sclerotinia sclerotiorum, Botrytis cinerea y Fusarium y la bacteria causante del amarilleo Pseudomonas  syringae.

## Especie invasora
Está considerada como especie invasora en varios países europeos.
En España
En España también, tal como estipula el Real Real Decreto 630/2013, de 2 de agosto, por el que se regula el Catálogo español de especies exóticas invasoras.

## Nombres comunes
- Castellano: aguaturma (6), alpetaca, bataca (2), bataca de caña, batata, batata de caña, castaña de tierra (2), macuca, marenquera (2), margarita grande, papa, papa de caña, papa topinambur, papa de sierra, papa real, pataca (14), pataca de caña (2), pataca de pala, patacas (3), patata, patata de caña (4), patata de palo (2), patata de tierra, patata tumba, patata turma, patatas de caña, peras de tierra, petacas (2), topinambo, tupinambo (3), tupinanbo, turma de agua (entre paréntesis, la frecuencia del vocablo recorrida en España).[30] También: alcachofa, alcachofa de Jerusalén, cotufa, flor de sol, gigantilla, girasol batateiro, girasol de Canadá, pataca macuca, pataca pedorra, topi, topinambur, topinamburo, tupinambo, turma de tierra, marenquera.[31]